# Sönke Neitzel
Sönke Neitzel, född 26 juni 1968 i Hamburg, är en tysk historiker och professor. Han är främst känd för boken Soldaten: Protokolle vom Kämpfen, Töten und Sterben (svensk översättning: Soldater: om kamp, dödande och död) som han har skrivit tillsammans med Harald Welzer. Boken handlar om hemliga inspelningar av tyska soldater under andra världskriget.